# Wilhelm Binder
Wilhelm Binder (9. září 1853 Lvov – 27. května 1928 Krakov) byl rakouský právník, bankéř a politik polské národnosti z Haliče, na počátku 20. století poslanec Říšské rady.

## Biografie
Byl polské národnosti. V rodném Lvově vystudoval střední školu a Lvovskou univerzitu. Promován byl roku 1879. Již od roku 1876 pracoval na lvovské finanční prokuratuře, kde setrval do roku 1880. Nastoupil pak do Rakousko-uherské banky, kde působil po následujících šestnáct let jako bankovní úředník. Zároveň působil na praxi u soudu. Od roku 1883 do roku 1896 byl rovněž činný jako advokát v trestních záležitostech. V období let 1887–1895 pracoval také coby kontrolní redaktor polského vydání říšského zákoníku, díky čemuž výtečně ovládl němčinu i polštinu. V roce 1896 odešel z Rakousko-uherské banky a nastoupil na post člena předsednictva Haličské obchodní a průmyslové banky v Krakově. Zde působil do roku 1899 a pak od počátku roku 1900 byl opět advokátem. Ještě téhož roku přenesl sídlo své advokátní kanceláře do Vídně.
V doplňovací volbě roku 1898 se stal poslancem Haličského zemského sněmu za obvod Bělá.
Byl i poslancem Říšské rady (celostátního parlamentu Předlitavska), kam usedl v doplňovacích volbách roku 1899 za kurii městskou v Haliči, obvod Biala, Nowy Sącz, Wieliczka atd. Nastoupil 27. listopadu 1899 místo Stanisława Madeyského-Poraye. Mandát zde obhájil v řádných volbách do Říšské rady roku 1901. Ve volebním období 1897–1901 se uvádí jako Dr. Wilhelm Binder, zemský advokát, bytem Krakov.
Ve volbách roku 1901 je uváděn jako oficiální polský kandidát, tedy kandidát Polského klubu.
V roce 1918 se stal soudcem vrchního správního soudu v nově utvořeném polském státu.